# Ассіньї (Приморська Сена)
Ассіньї́ (фр. Assigny) — колишній муніципалітет у Франції, у регіоні Нормандія, департамент Приморська Сена. Населення — 373 осіб (2011).
Муніципалітет був розташований на відстані близько 150 км на північний захід від Парижа, 65 км на північ від Руана.

## Історія
До 2015 року муніципалітет перебував у складі регіону Верхня Нормандія. Від 1 січня 2016 року належав до нового об'єднаного регіону Нормандія.
1 січня 2016 року Ассіньї, Окменій, Бельвіль-сюр-Мер, Берневаль-ле-Гран, Бівіль-сюр-Мер, Бракмон, Бренвіль, Дершиньї, Глікур, Гушопр, Грені, Гільмекур, Ентравіль, Панлі, Сен-Мартен-ан-Кампань, Сен-Кантен-о-Боск, Токвіль-сюр-Е i Турвіль-ла-Шапель було об'єднано в новий муніципалітет Петі-Ко.

## Демографія
Динаміка населення (INSEE ):
Розподіл населення за віком та статтю (2006):
| Стать | Всього | До 15 років | 15-24 | 25-44 | 45-64 | 65-85 | Понад 85 |
| --- | ------ | ----------- | ----- | ----- | ----- | ----- | -------- |
| Чоловіки | 144    | 8           | 4     | 52    | 52    | 24    | 4        |
| Жінки | 192    | 56          | 12    | 56    | 28    | 40    | 0        |
| \| Статево-вікова піраміда \| Статево-вікова піраміда \| Статево-вікова піраміда \| \| ----------------------- \| ----------------------- \| ----------------------- \| \| Чоловіки \| Вік \| Жінки \| \| 4 \| 85 + \| 0 \| \| 0 \| 80-84 \| 4 \| \| 8 \| 75-79 \| 8 \| \| 12 \| 70-74 \| 16 \| \| 4 \| 65-69 \| 12 \| \| 8 \| 60-64 \| 0 \| \| 16 \| 55-59 \| 16 \| \| 8 \| 50-54 \| 8 \| \| 20 \| 45-49 \| 4 \| \| 4 \| 40-44 \| 8 \| \| 24 \| 35-39 \| 16 \| \| 16 \| 30-34 \| 20 \| \| 8 \| 25-29 \| 12 \| \| 4 \| 20-24 \| 0 \| \| 0 \| 15-20 \| 12 \| \| 4 \| 10-14 \| 20 \| \| 0 \| 5-9 \| 24 \| \| 4 \| 0-4 \| 12 \| |        |             |       |       |       |       |          |
| Статево-вікова піраміда |        |             |       |       |       |       |          |
| Чоловіки | Вік    | Жінки       |       |       |       |       |          |
| 4 | 85 +   | 0           |       |       |       |       |          |
| 0 | 80-84  | 4           |       |       |       |       |          |
| 8 | 75-79  | 8           |       |       |       |       |          |
| 12 | 70-74  | 16          |       |       |       |       |          |
| 4 | 65-69  | 12          |       |       |       |       |          |
| 8 | 60-64  | 0           |       |       |       |       |          |
| 16 | 55-59  | 16          |       |       |       |       |          |
| 8 | 50-54  | 8           |       |       |       |       |          |
| 20 | 45-49  | 4           |       |       |       |       |          |
| 4 | 40-44  | 8           |       |       |       |       |          |
| 24 | 35-39  | 16          |       |       |       |       |          |
| 16 | 30-34  | 20          |       |       |       |       |          |
| 8 | 25-29  | 12          |       |       |       |       |          |
| 4 | 20-24  | 0           |       |       |       |       |          |
| 0 | 15-20  | 12          |       |       |       |       |          |
| 4 | 10-14  | 20          |       |       |       |       |          |
| 0 | 5-9    | 24          |       |       |       |       |          |
| 4 | 0-4    | 12          |       |       |       |       |          |

## Економіка
2010 року серед 226 осіб працездатного віку (15—64 років) 161 була активною, 65 — неактивними (показник активності 71,2%, у 1999 році було 73,8%). З 161 активної мешканців працювало 145 осіб (82 чоловіки та 63 жінки), безробітними було 16 (9 чоловіків та 7 жінок). Серед 65 неактивних 13 осіб було учнями чи студентами, 31 — пенсіонерами, 21 була неактивною з інших причин.

У 2010 році в муніципалітеті числилось 147 оподаткованих домогосподарств, у яких проживали 369,0 особи, медіана доходів виносила 17 220 євро на одного особоспоживача